# فيليبي لوبيز (لاعب كرة قاعدة)
فيليبي لوبيز (بالإنجليزية: Felipe López) هو لاعب كرة قاعدة أمريكي، ولد في 12 مايو 1980 في بايامون في الولايات المتحدة.

## وصلات خارجية
- فيليبي لوبيز على موقع دوري كرة القاعدة الرئيسي (الإنجليزية)
- فيليبي لوبيز على موقعبيزبول رفرنس.كوم (الدوري الرئيسي) (الإنجليزية)
- فيليبي لوبيز على موقعبيزبول رفرنس.كوم (الدوري الثانوي) (الإنجليزية)
- فيليبي لوبيز على موقع إي إس بي إن.كوم (أم.أل.بي) (الإنجليزية)
- فيليبي لوبيز على موقع مشجعي الرسوم البيانية (الإنجليزية)

لا توجد روابط لمواقع التواصل الاجتماعي.